# Kąt wielościenny
Kąt wielościenny – część przestrzeni domknięta skończoną liczbą kątów płaskich takich, że:
- wszystkie kąty mają wspólny wierzchołek,
- każde dwa następne kąty mają wspólne ramię.

Kąt wielościenny nie jest bryłą, ponieważ nie jest figurą ograniczoną.
Kąt wielościenny nazywany jest wypukłym, jeżeli całkowicie leży z jednej strony każdej ze swoich ścian, w przeciwnym razie nazywany jest wklęsłym.
W wypukłym kącie wielościennym suma miar kątów płaskich jest mniejsza niż {\displaystyle 2\pi .}
Dowód tego faktu polega na poprowadzeniu płaszczyzny przecinającej wszystkie ramiona kąta i zastosowaniu nierówności pomiędzy sumą dwóch kątów płaskich a trzecim (dla kątów trójściennych) przy podstawie tego ostrosłupa oraz skorzystaniu ze wzorów na sumę kątów w wielokącie podstawy i dla trójkątów.